# Scaunul Orăștiei

„Scaunul Orăştiei” în secolul al XV-lea

Scaunul Orăștiei (în germană Brooser Stuhl) a fost o unitate administrativă a comunității sașilor transilvăneni, înființată în secolul al XIII-lea cu sediul la Orăștie.

## Domenii aparținătoare

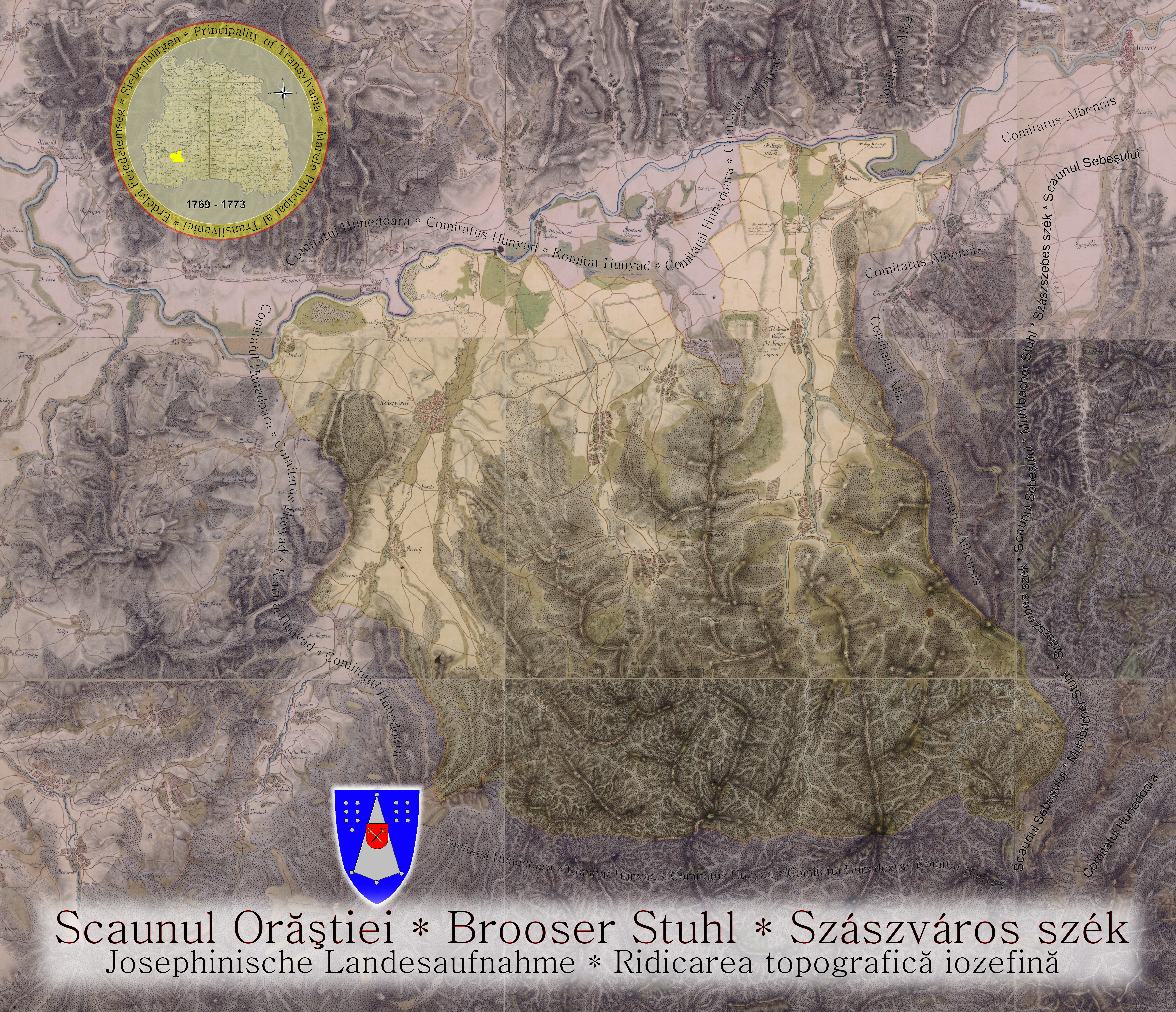
Scaunul Orăştiei în Harta Iosefină a Transilvaniei, 1769-73

Scaunul Orăștiei (în germană Brooser Stuhl sau Stuhl Broos) avea în componență următoarele localități:
- Balomiru de Câmp, în germană Ballendorf, în maghiară Balomir.
- Beriu, în germană Bärendorf/Lammdorf, +1332-1338, în maghiară Béreny.
- Căstău, în germană Kastendorf, +1332-1338, în maghiară Kásztó.
- Cugir, în germană Kudsir, +1330, în maghiară Kudzsir, în perioada 1762-1766 a fost exclus, datorită apartenenței la granița militară a Transilvaniei,
- Orăștie, în germană Broos, +1224, în maghiară Szászváros.
- Pricaz, în germană Perkasz, +1334, în maghiară Perkász.
- Romos, în germană Rumes, +1202, în maghiară Romosz.
- Romoșel, în germană Kleinrumes, în maghiară Romoszhely.
- Sereca, în germană Elsterdorf, +1332-1338, în maghiară Szereka.
- Sibișel/Sibișelu Vechi, în germană Schebeschel, +1493
- Șibot, în germană Unterbrodsdorf, +1330, în maghiară Alkenyér.
- Turdaș, în germană Tordesch, +1333-1338, în maghiară Tordos.
- Vaidei/Vaivodei, în germană Woiwoden/Neudorf, +1532, în maghiară Vajdej
- Vinerea, în germană Oberbrodsdorf, +1486, în maghiară Felkenyér

Observații:
- Anii indicați în dreptul denumirii reprezintă data primei menționări documentare a localității.

- În 1334 au existat în componența inițială a Scaunului șapte localități săsești: Bärendorf, Broos, Elsterdorf, Kastendorf, Perkasz, Rumes și Tordesch.